# Cantón de Lussac
El cantón de Lussac era una división administrativa francesa, que estaba situada en el departamento de Gironda y la región de Aquitania.

## Composición
El cantón estaba formado por trece comunas:
- Francs
- Gours
- Les Artigues-de-Lussac
- Lussac
- Montagne
- Néac
- Petit-Palais-et-Cornemps
- Puisseguin
- Puynormand
- Saint-Christophe-des-Bardes
- Saint-Cibard
- Saint-Sauveur-de-Puynormand
- Tayac

## Supresión del cantón de Lussac
En aplicación del Decreto nº 2014-192 de 20 de febrero de 2014, el cantón de Lussac fue suprimido el 22 de marzo de 2015 y sus 13 comunas pasaron a formar parte del nuevo cantón de Norte de Libourne.